# 8.º Ejército (Imperio alemán)
El 8.º Ejército (en alemán: 8. Armee/Armeeoberkommando 8/A.O.K. 8) fue un nivel de mando de ejército del Ejército Imperial Alemán en la I Guerra Mundial. Fue formado en la movilización de agosto de 1914 a partir de la I Inspección del Ejército. El ejército fue disuelto el 29 de septiembre de 1915, pero fue reformado el 30 de diciembre de 1915. Fue desmantelado finalmente en 1919 durante la desmovilización después de la guerra.

## Historia
En la movilización en agosto de 1914, fue formado el Cuartel General del 8.º Ejército en Posen para comandar las tropas estacionadas en Prusia Oriental para defenderse del esperado ataque ruso (Plan XIX). Inicialmente, el Ejército comandaba las siguientes formaciones:
| - I Cuerpo (Generalleutnant Hermann von François basado en Königsberg) - XVII Cuerpo (General de Caballería August von Mackensen basado en Danzig) - XX Cuerpo (General de Infantería Friedrich von Scholtz basado en Allenstein) - I Cuerpo de Reserva (Generalleutnant Otto von Below formado en la movilización) - Cuerpo Landwehr (General de Infantería Remus von Woyrsch formado en la movilización) - 3.ª División de Reserva (Generalleutnant Kurt von Morgen, formado en la movilización) - 1.ª División de Caballería (Generalleutnant Hermann Brecht, formado en la movilización) |

Preocupado por la derrota en Gumbinnen y el continuo avance del Segundo Ejército ruso desde el sur, Prittwitz ordenó una retirada hacia el Vístula, abandonando efectivamente Prusia Oriental. Cuando se enteró de esto, Helmuth von Moltke, jefe de Estado Mayor del Ejército Alemán, llamó a Prittwitz y a su lugarteniente a Berlín. Fueron reemplazados por Paul von Hindenburg, llamado de su retiro, con Erich Ludendorff como su jefe de Estado Mayor. Bajo su nuevo mando, el Ejército fue responsable de las victorias en las batallas de Tannenberg y de los Lagos Masurianos.

## Disolución y reforma
El Ejército del Niemen fue formado el 26 de mayo de 1915 para controlar las tropas en Curlandia. El comandante del 8.º Ejército, el General de Infantería Otto von Below, junto con su jefe de Estado Mayor, Mayor General von Böckmann, asumió el mando. Mientras tanto, el 8.º Ejército consiguió un subcomandante, el General de Artillería Friedrich von Scholtz, que era simultáneamente comandante del XX Cuerpo. El 8.º Ejército fue disuelto el 29 de septiembre de 1915. El 30 de diciembre de 1915 el Ejército del Niemen fue renombrado como 8.º Ejército con Below todavía al mando.

## Comandantes
El 8.º Ejército original tuvo los siguientes comandantes desde la movilización hasta su disolución el 29 de septiembre de 1915.
| Desde                    | Comandante                                  | Previamente                                    | Con posterioridad                                        |
| ------------------------ | ------------------------------------------- | ---------------------------------------------- | -------------------------------------------------------- |
| 2 de agosto de 1914      | Generaloberst Maximilian von Prittwitz      | I Inspección de Ejército (I. Armee-Inspektion) | Retirado                                                 |
| 23 de agosto de 1914     | Generaloberst Paul von Hindenburg           | Recuperado del retiro                          | 9.º Ejército                                             |
| 18 de septiembre de 1914 | General de Artillería Richard von Schubert  | XIV Cuerpo de Reserva                          | XXVII Cuerpo de Reserva desde el 27 de octubre de 1914   |
| 9 de octubre de 1914     | General de Infantería Hermann von François  | I Cuerpo                                       | XXXXI Cuerpo de Reserva desde el 24 de diciembre de 1914 |
| 7 de noviembre de 1914   | General de Infantería Otto von Below        | I Cuerpo de Reserva                            | Ejército del Niemen                                      |
| 26 de mayo de 1915       | General de Artillería Friedrich von Scholtz | Simultáneamente comandante del XX Cuerpo       | XX Cuerpo                                                |

Se formó un "nuevo" 8.º Ejército con los restos del Ejército del Niemen el 30 de diciembre de 1915. Fue disuelto después del fin de la guerra el 21 de enero de 1919.
| Desde                   | Comandante                                       | Previamente             | Posteriormente                                          |
| ----------------------- | ------------------------------------------------ | ----------------------- | ------------------------------------------------------- |
| 30 de diciembre de 1915 | General de Infantería Otto von Below             | Ejército del Niemen     | Heeresgruppe Below                                      |
| 5 de octubre de 1916    | General de Infantería Max von Fabeck             | 12.º Ejército           | Murió el 16 de diciembre de 1916                        |
| 22 de octubre de 1916   | General de Infantería Bruno von Mudra            | XVI Cuerpo              | Armee-Abteilung A                                       |
| 2 de enero de 1917      | General de Artillería Friedrich von Scholtz      | Armee-Abteilung Scholtz | Heeresgruppe Scholtz                                    |
| 22 de abril de 1917     | General de Infantería Oskar von Hutier           | Armee-Abteilung D       | 18.º Ejército desde el 27 de diciembre de 1917          |
| 12 de diciembre de 1917 | General de Infantería Günther Graf von Kirchbach | Armee-Abteilung D       | Heeresgruppe Kiev                                       |
| 27 de enero de 1918     | Generaloberst Günther Graf von Kirchbach         | Armee-Abteilung D       | Heeresgruppe Kiev                                       |
| 31 de julio de 1918     | General de Infantería Hugo von Kathen            | XXIII Cuerpo de Reserva | Comandante de las tropas alemanas en Lituania y Estonia |

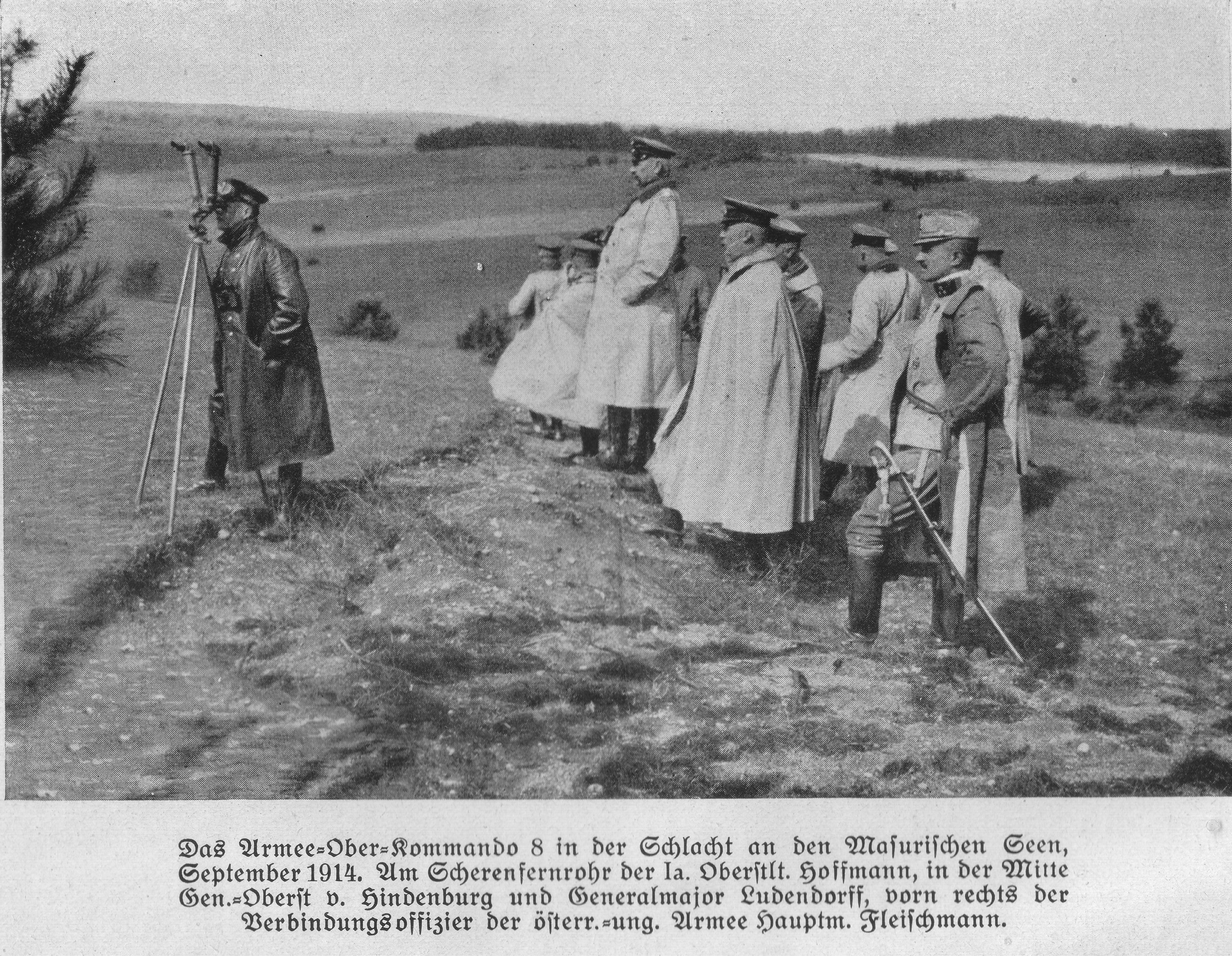
Estado Mayor del 8.º Ejército, Primera batalla de los Lagos Masurianos.
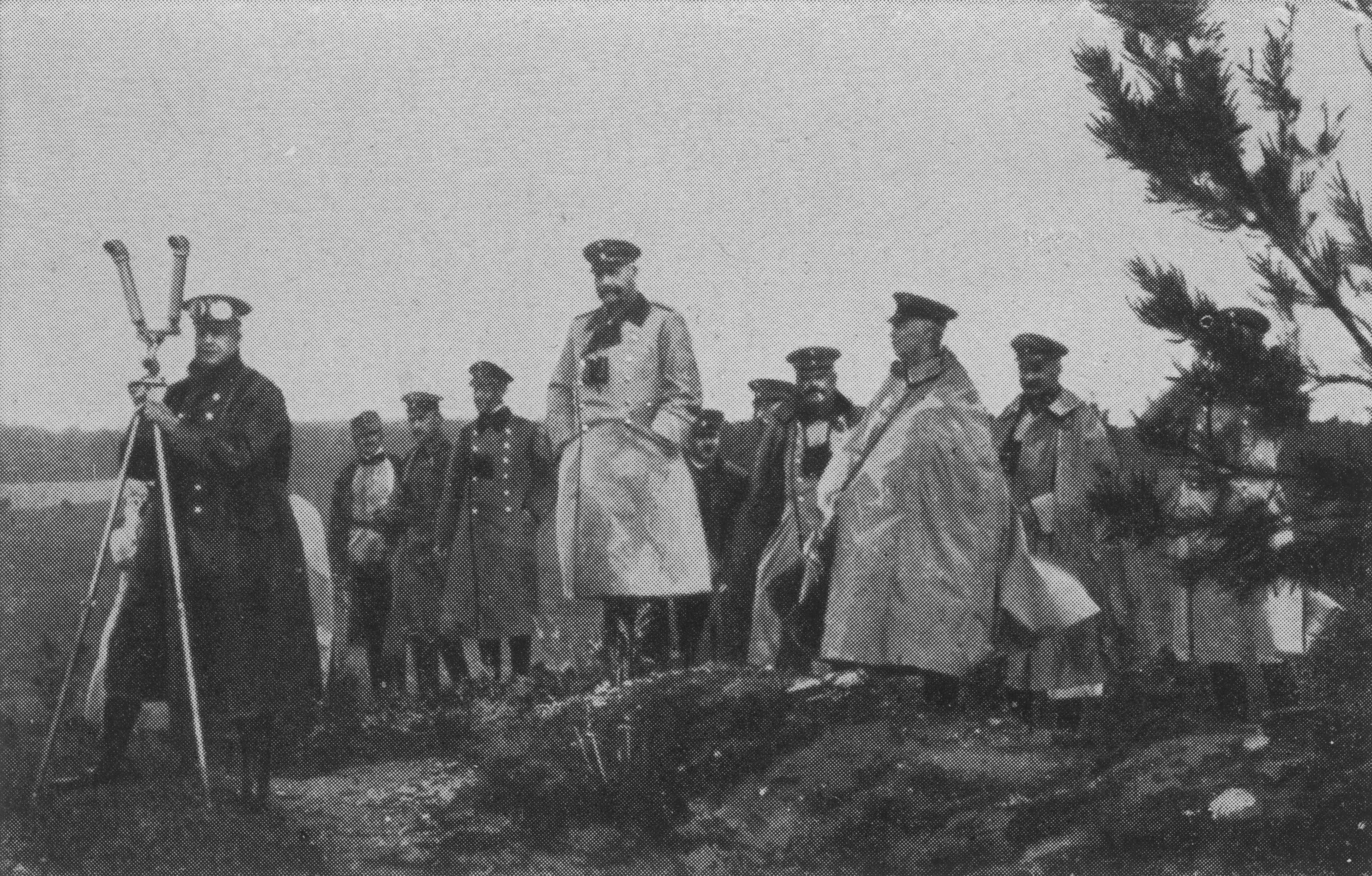
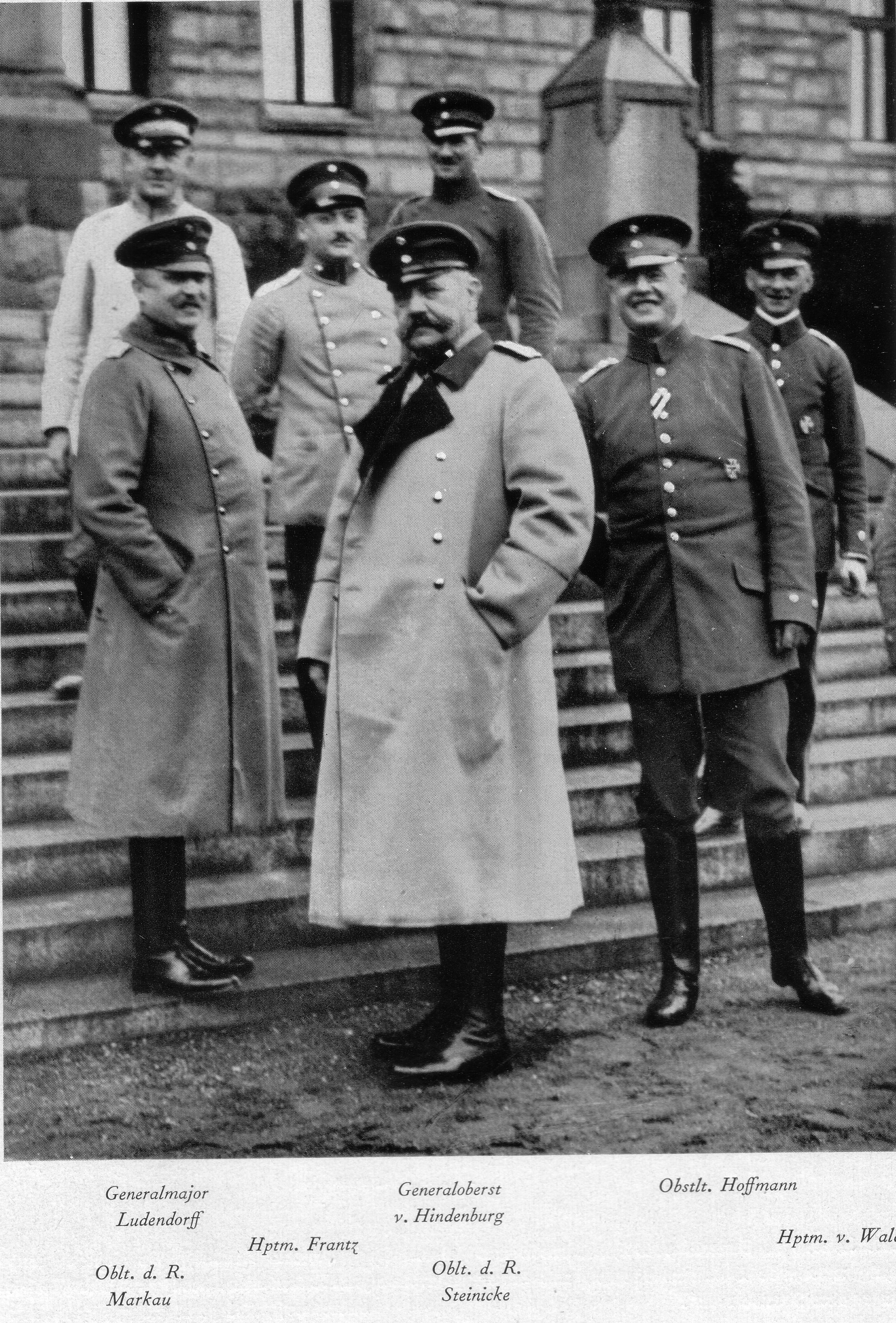
Estado Mayor del 8.º Ejército, otoño de 1914, Castillo Imperial de Poznań.